# Mustasch

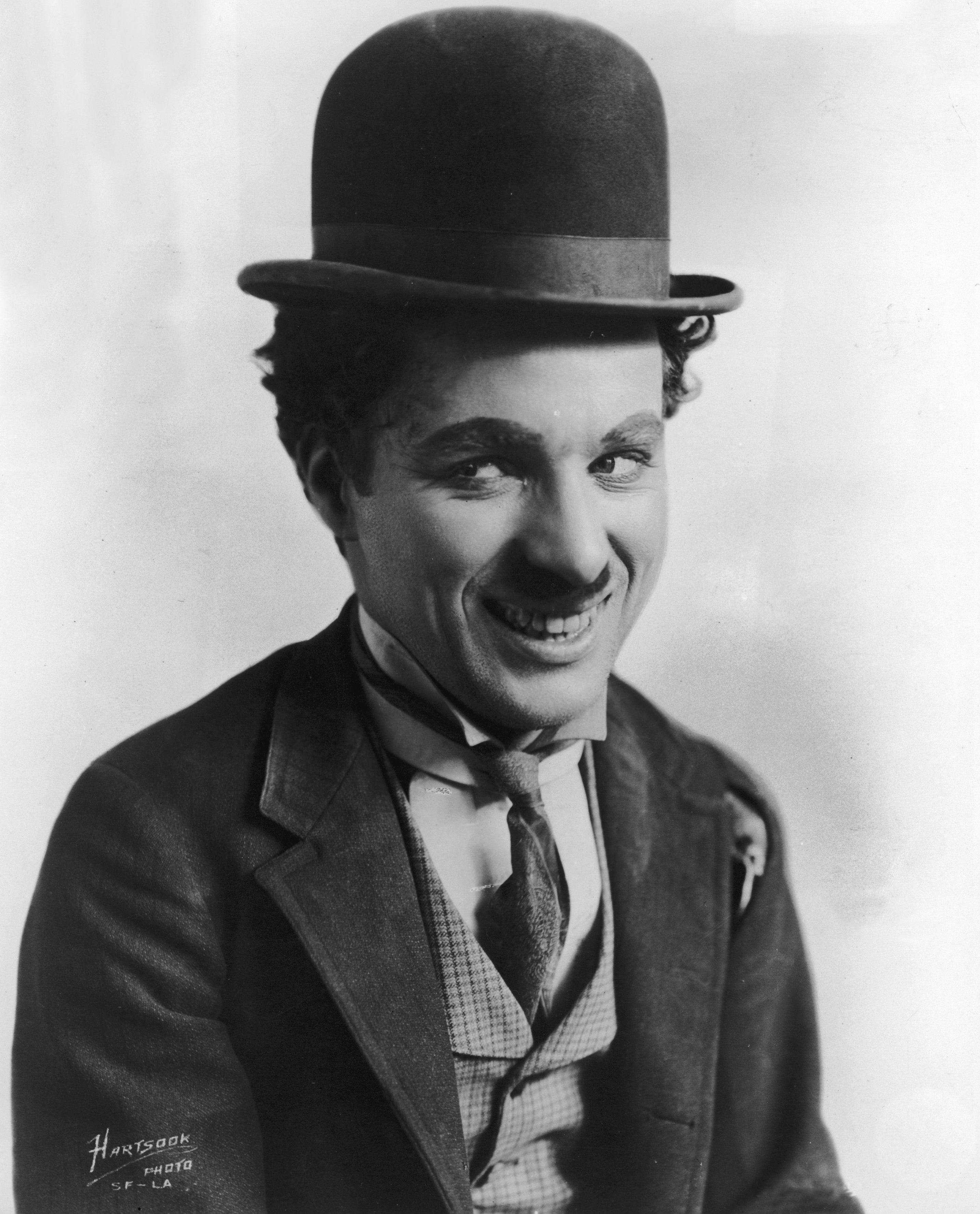
Charlie Chaplin med sin berömda lösmustasch i form av en tandborstmustasch.

Mustasch (kort musche) är ansiktsbehåring på överläppen. Olika stilar har varit moderiktiga under olika perioder, i olika grupper och på olika platser.
För att skapa en viss stil på mustaschen, eller för att trimma den används olika hjälpmedel som rakkniv, rakhyvel eller  rakapparat försedd med särskild mustaschtrimmer för putsning av mustascher och polisonger. För att hålla ordning på ändarna av en mustasch med fritt svävande spetsar kan mustaschvax användas.
Mustaschen har använts som symbol för kampanjerna Movember och Mustaschkampen.

## Etymologi och historia

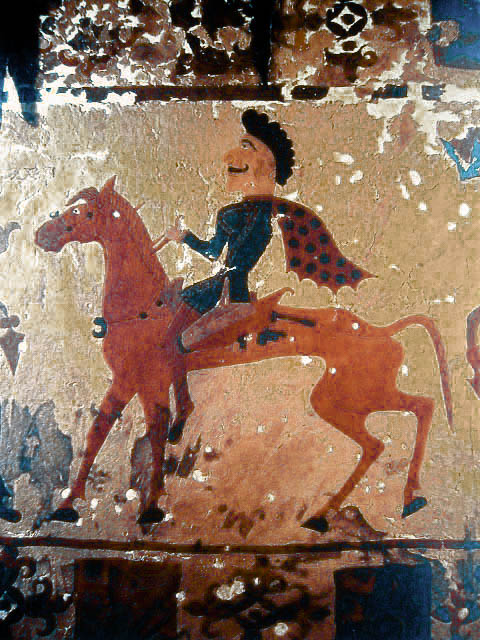
Pazyrik-ryttare avbildad på kruka från 300 f.Kr.

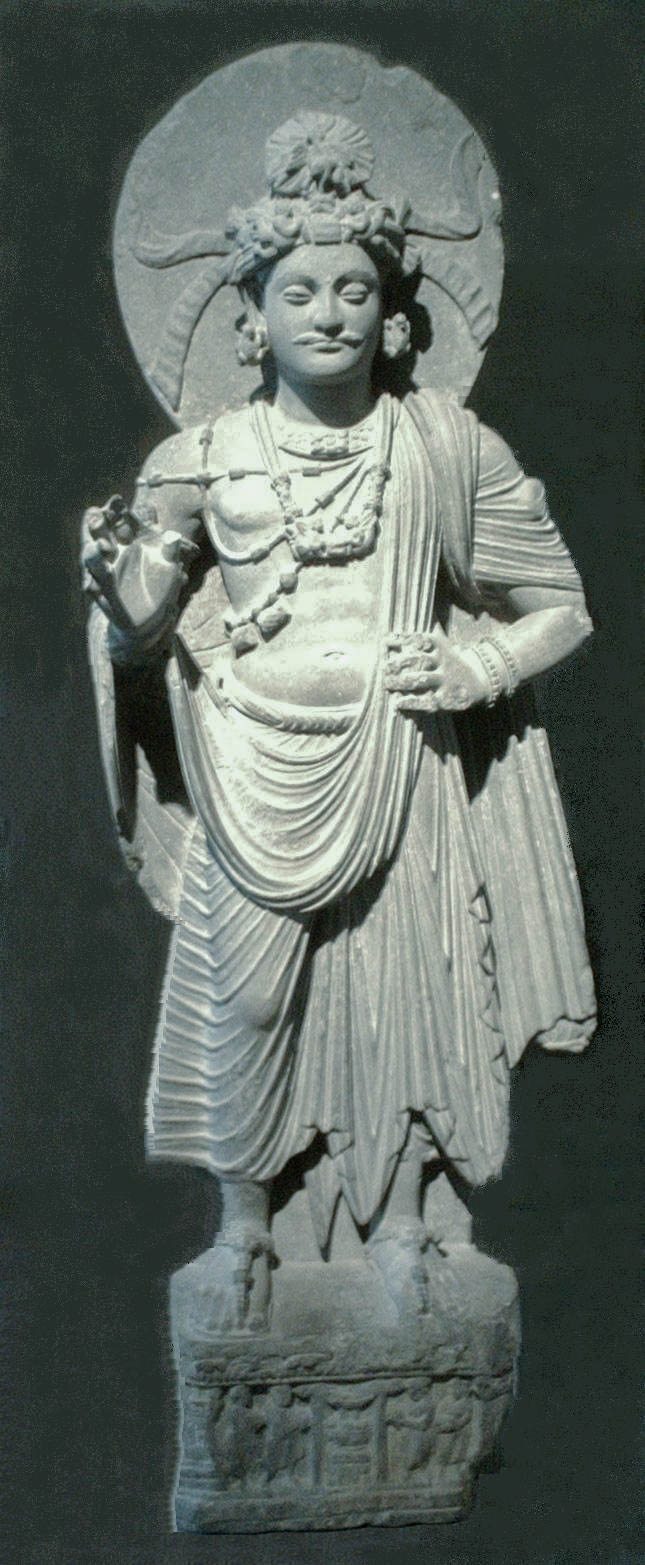
Bodhisattva med mustasch från Gandhara i Pakistan.

Mustasch härstammar från franskans "moustache", som i sin tur härstammar från italienskans moustacio, från medeltidslatinets moustaccium (800-talet), medeltidsgrekiskans μοστάκιον (moustakion), som känt från 800-talet och som härstammar från en diminutivform av det hellenistska μύσταξ (mustax, mustak-), som betyder "överläpp" eller "ansiktshår".
När mustaschen först uppträder i historien är omtvistat. Att raka sig med stenverktyg har varit tekniskt möjligt sedan  Neolitikum men kända avbildningar av eller utsagor om mustascher, det vill säga person som rakat sig medvetet för att behålla delar, eller allt ansiktshår på överläppen, före Kristus, är få. En av de tidigaste kända avbildningarna är av den egyptiska prinsen Rahotep (2600-2500 f.Kr). I Sparta, cirka 800 f.Kr, föreskrevs det "raka mustaschen och lyd lagen". En tidig avbildning av en mustasch förekommer på en Iransk kruka av en ryttare (Pazyrik) från 300 f.Kr. och från 100-300-talet i Gandhara i Pakistan förekommer det en ganska stor mängd skulpturer av Bodhisattvas med tunn, ganska lång mustasch.
Från nordiska bronsåldersgravar finns många fynd av rakknivar, och detta, tillsammans med andra fynd och avbildningar indikerar att flertalet män var slätrakade. Denna trend höll i sig till yngre järnålder (ca 500 e.Kr.) då nordiska män istället bar långa kraftiga mustascher tillsammans med långt spetsigt hakskägg, ibland delat i två tofsar och emellanåt flätat eller tvinnat, ett mode som även höll i sig under vikingatiden.

## Benämningar och typer

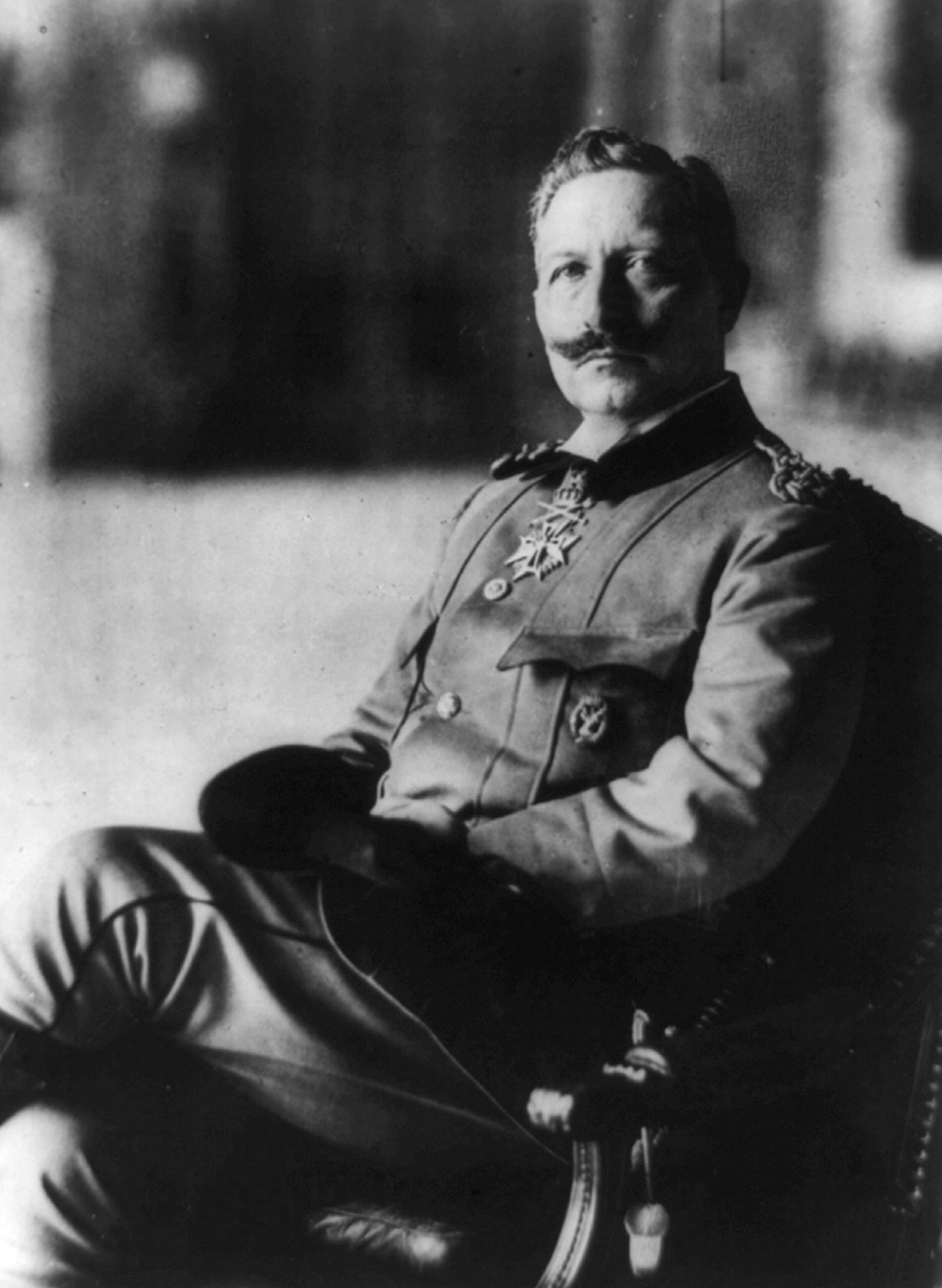
Wilhelm II (1859–1941) som gjorde preussarmustaschen populär.

- Bygelmustasch (byglar, polisongmustasch) – mustasch som låts växa ihop med polisongerna för att bilda nedåthängande byglar över kinderna
- Cykelstyre – mustasch som ser ut som ett (gammalt, bockat) styre på en cykel.
- Fu Manchu-mustasch (kinamustasch, asiatisk mustasch)
- Hästskomustasch (slokmustasch, MC-musche) – bildar en bruten ring kring munnen. Nedre delen av ringen (på hakan) är bortrakad.
- Knävelborrar (krullmustasch) – motsvarar lågtyskans knäwelbart, tyska: Knebelbart, av ordet Knebel (”knävel, tvärslå”) och Bart (”skägg”). På 1500- och 1600-talen en benämning på en uppåtvriden mustasch. Ordet återkom som skämtsam benämning på "Kaiser Wilhelm-mustaschen" (se bild) kring sekelskiftet 1900. Knävel kallas också en stång som binds tvärs över nosen på ett djur för att hindra det att ta sig igenom stängsel. Ordet knävelborrar används bara om stora mustascher, och nu för tiden mest skämtsamt.
- Moppemustasch – gles hårväxt på överläppen vilket anses typisk för tonårspojkar. Kallas också för moppe-mustasch eller moppe-musch.
- Preussare (pröjsare, kejsarmustasch, kaisermustasch) – en ganska kraftig mustasch med avsmalnade kanter, ibland upprullade och ibland uppåtvinklade i spetsar vilket var ett mode som härstammade från kejsardömet i 1800-talets Preussen. Se knävelborrar.
- Rakborste – spretig, morrhårsliknande mustasch.
- Tandborstmustasch (hitlermustasch, frimärke, snorbroms) – även kallad snorbroms och Hitlermustasch, liten mustasch centralt på läppen och med raka kanter.
- Tangorabatt – tunn och smal mustasch likt ett streck utmed överläppen; populärt bland latinamerikanska män sedan slutet av 1890-talet och mode i Europa 1910–1940 efter det att tangon slagit igenom som modedans.
- Tyrolerlockar – mustasch med långa spetsar som rullas till lockar
- Valrossmustasch – mycket kraftigt och yvig mustasch som hänger över munnen

Mustaschtyper
"Dalí"
"Engelsk"
"Fu Manchu" eller "asiatisk"
"Cykelstyre"
"Hästsko"
"Preussare"
"Tangorabatt"
"Tandborstmustasch"

## Galleri av kända män med mustasch

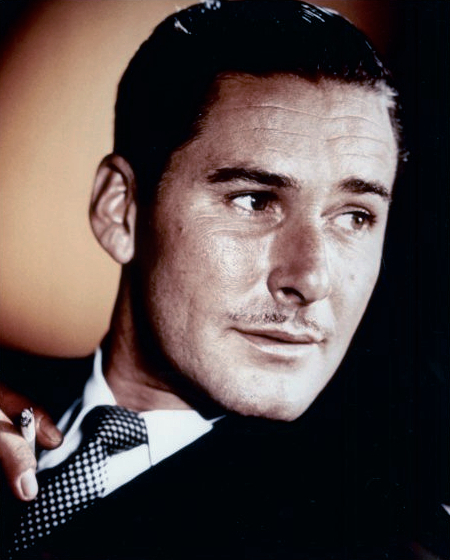
Skådespelaren Errol Flynn, en av de mest kända bärarna av tangorabatt.
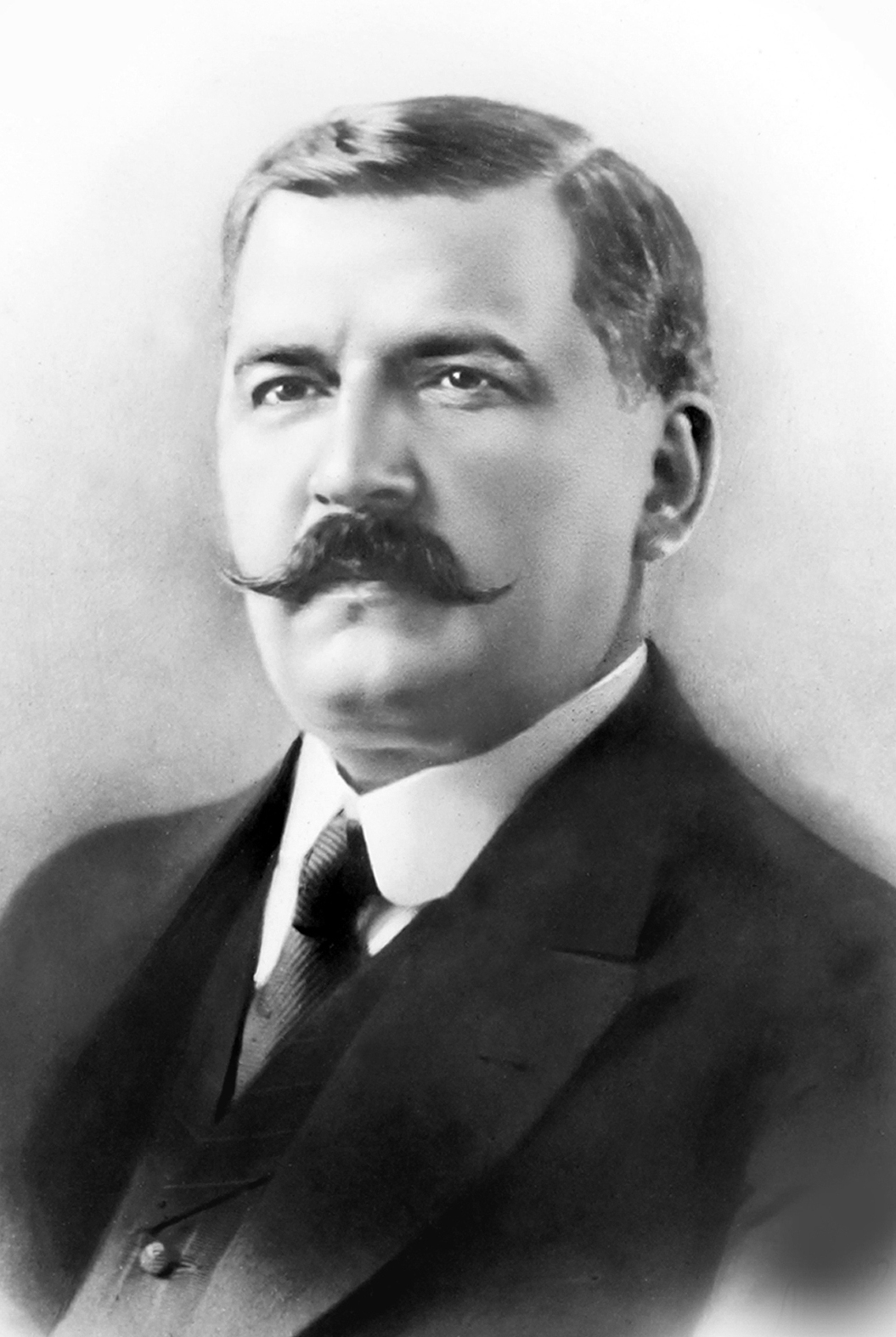
Venceslau Brás, fd president i Brasilien med ett mellanting av cykelstyre och preussare.
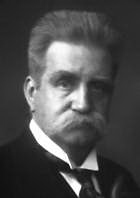
Hjalmar Branting med ett mellanting av preussare och valrossmustasch.
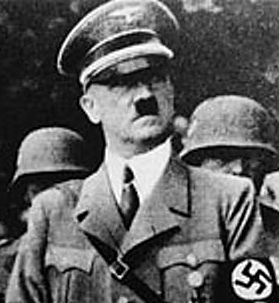
Adolf Hitler med sin tandborstmustasch.
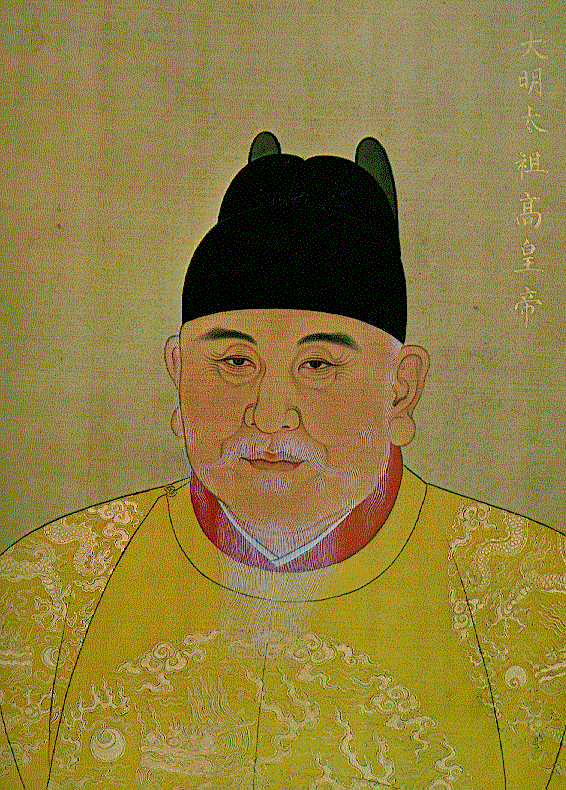
Kejsaren Zhu Yuanzhang, grundaren av mingdynastin med tunn vit mustasch.
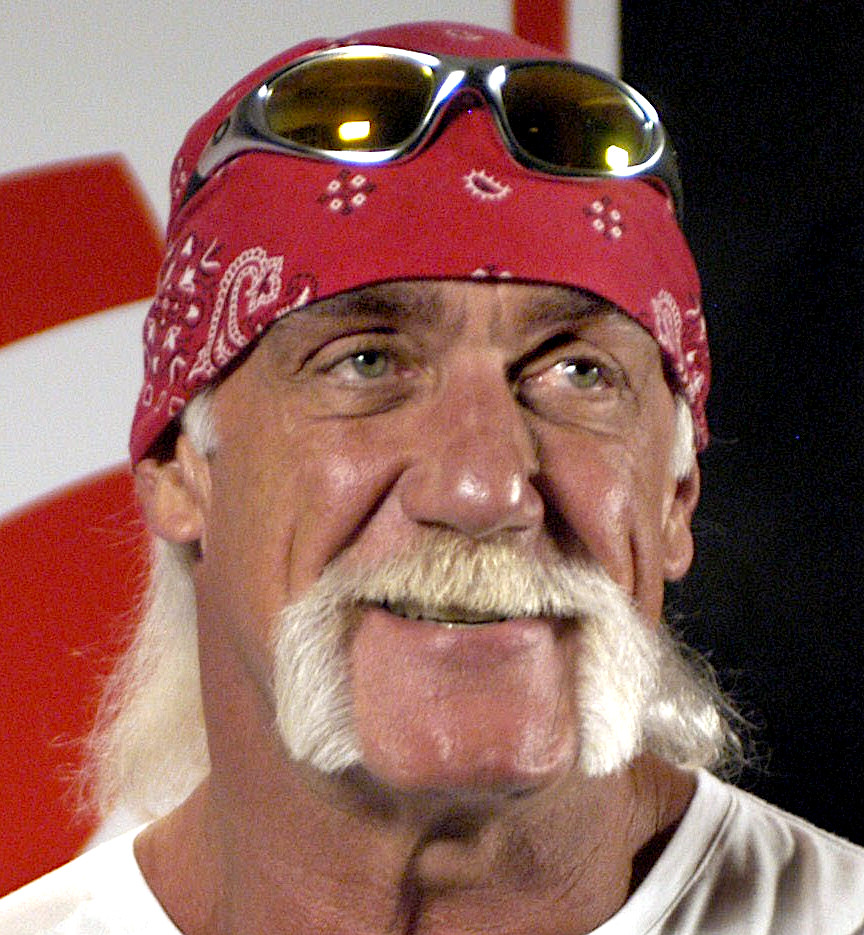
Hulk Hogan med hästskomustasch.
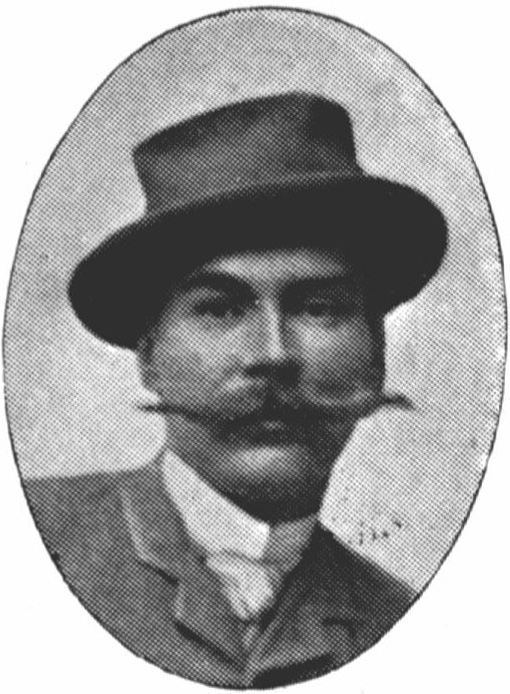
Poeten Daniel Fallström bar en av de yvigaste mustascherna i det sena 1800-talets svenska kulturetablissemang.
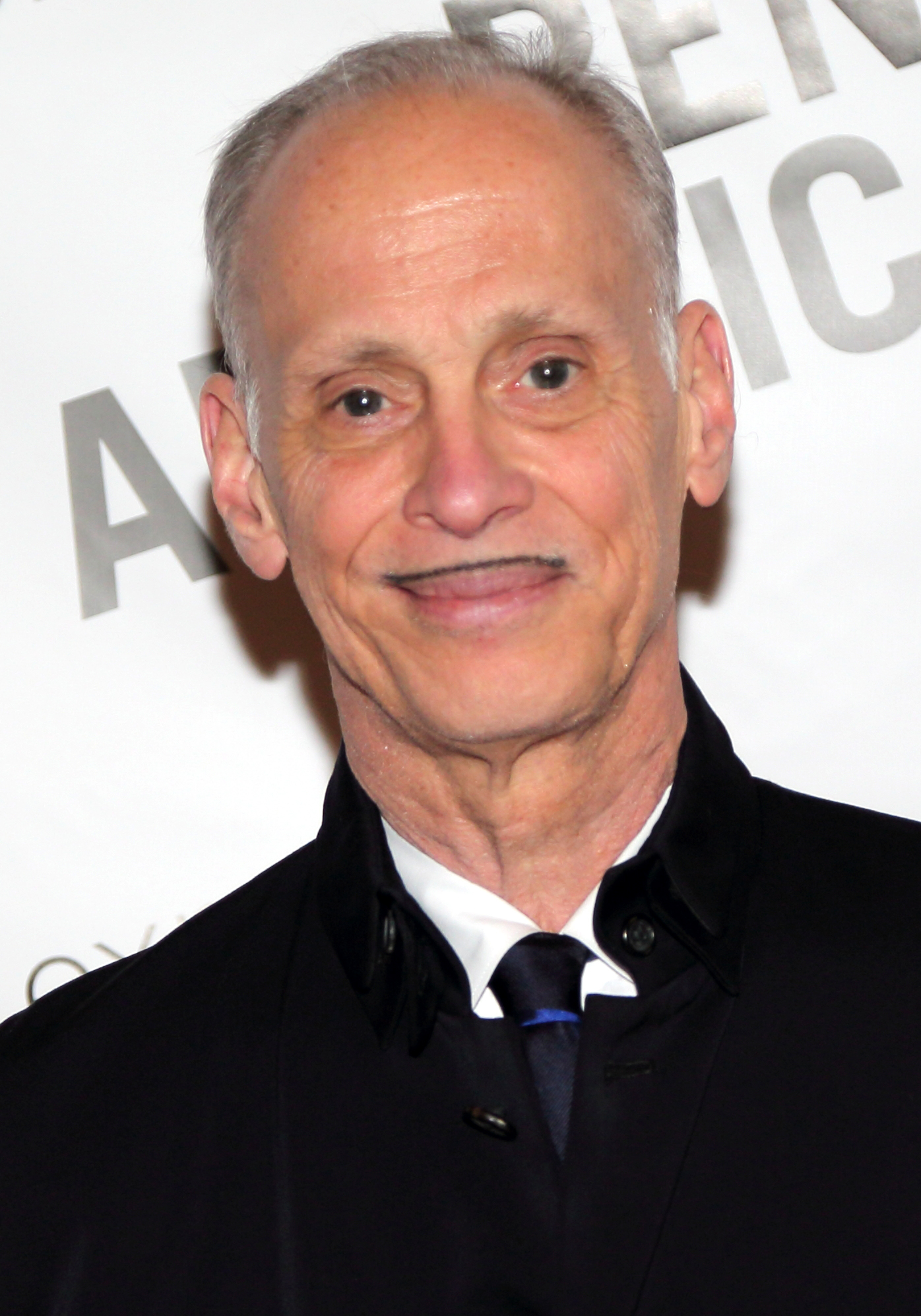
John Waters med tangorabatt.
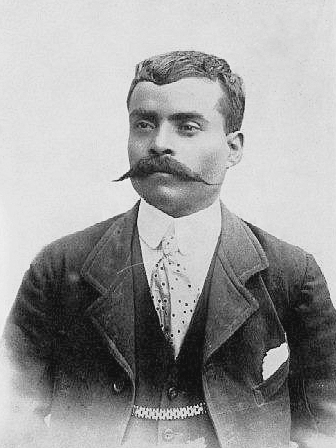
Emiliano Zapata med en bred och kraftfull mustasch.
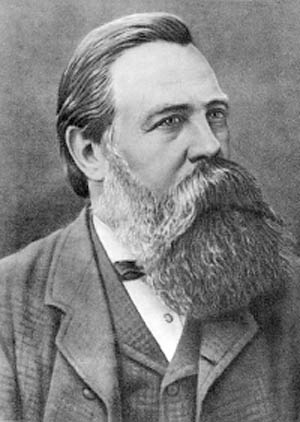
Friedrich Engels med valrossmustasch.
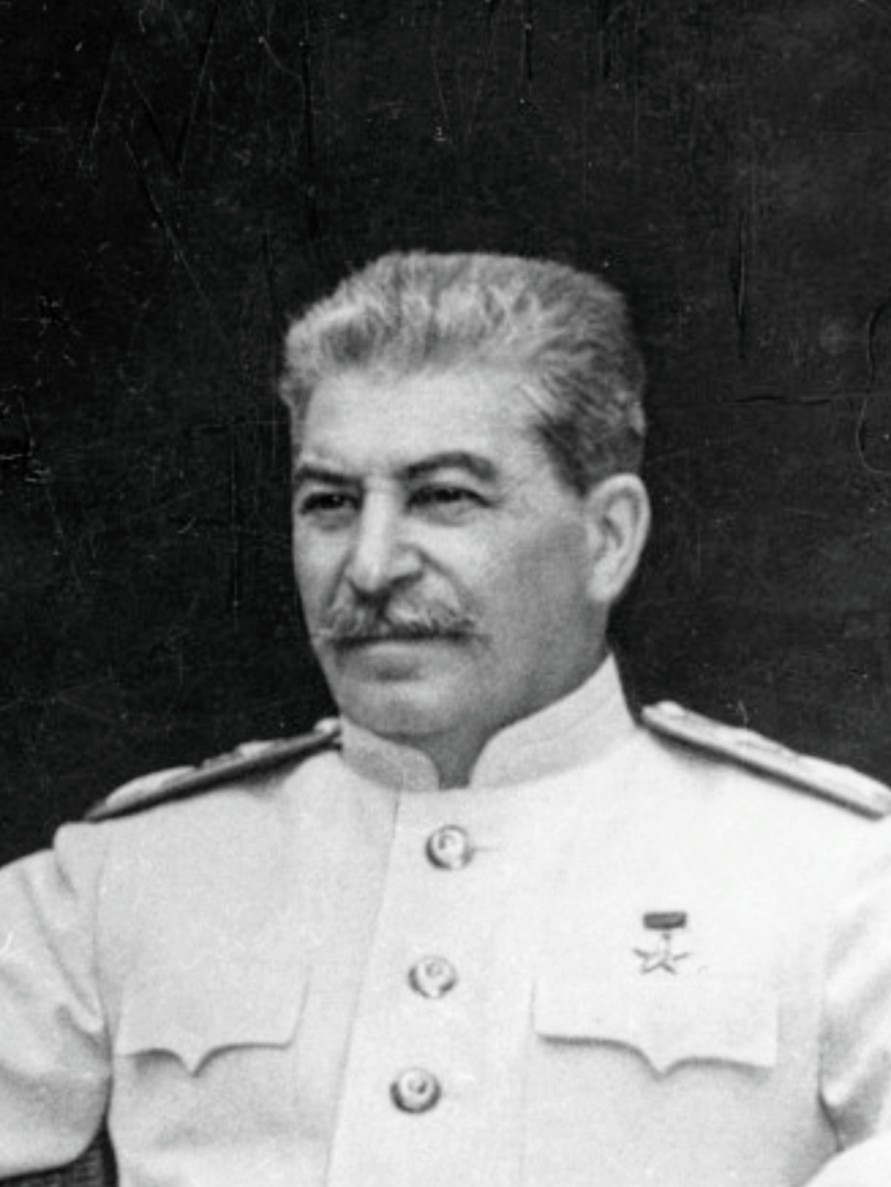
Den sovjetiske diktatorn Josef Stalin.
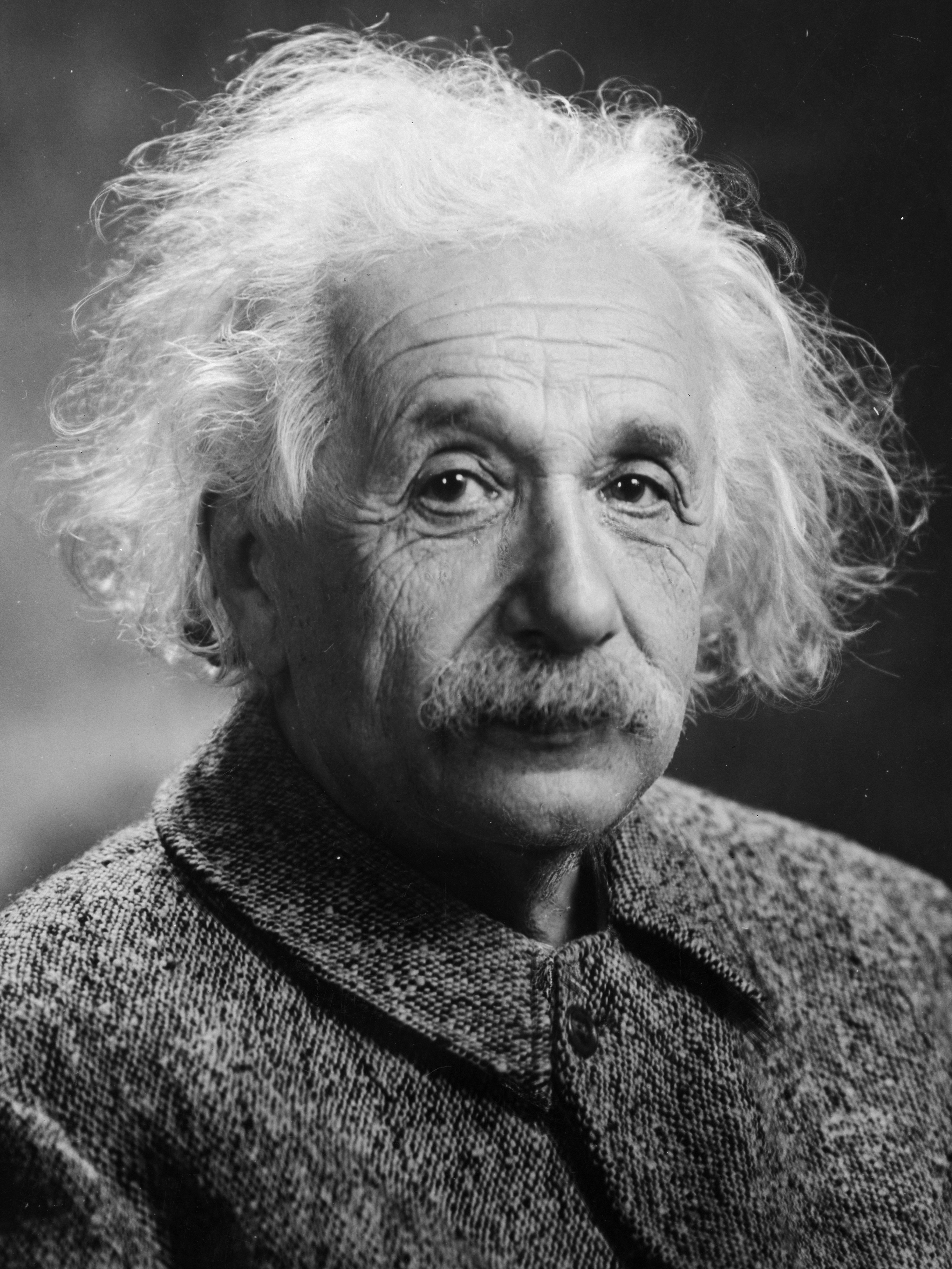
Fysikern Albert Einstein.
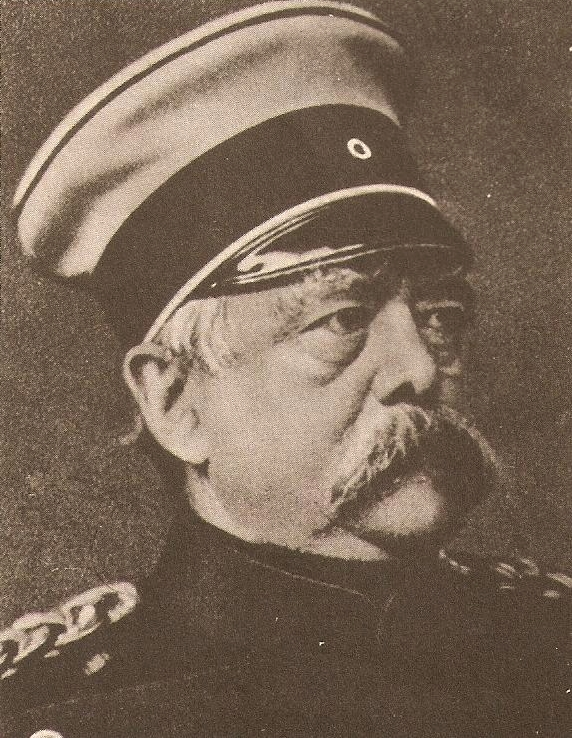
Tysklands rikskansler Otto von Bismarck.
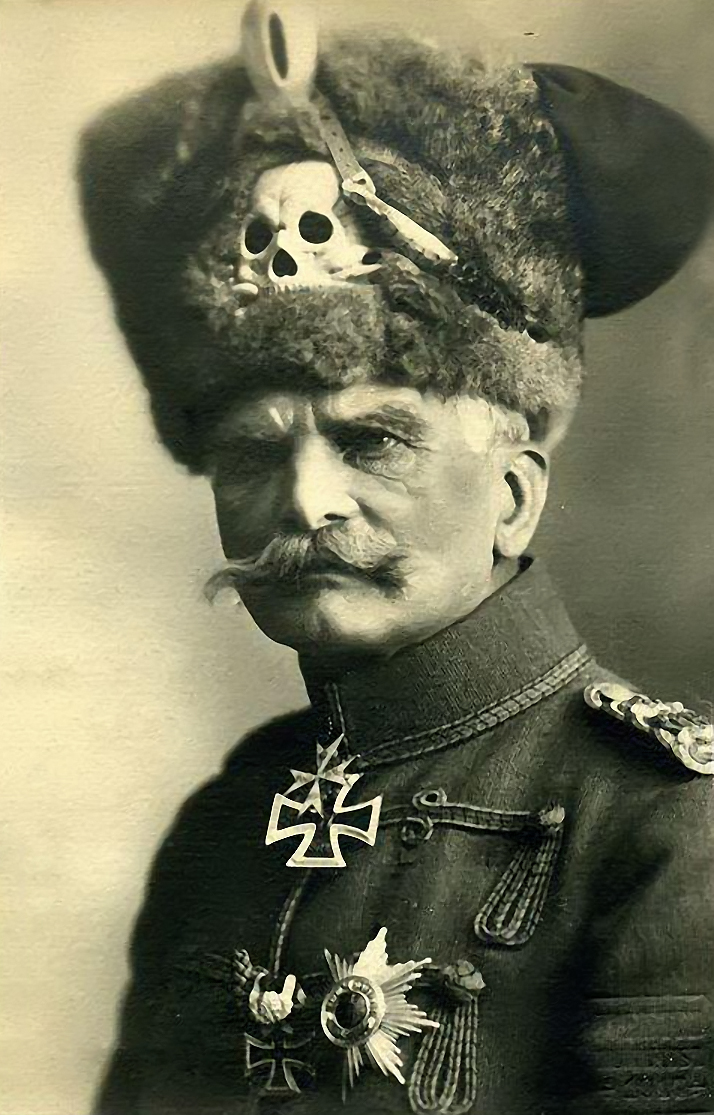
Generalfältmarskalk i Tyska Riket August von Mackensen